# U-291
U-291 — средняя немецкая подводная лодка типа VIIC времён Второй мировой войны.

## История
Заказ на постройку субмарины был отдан 5 июня 1941 года. Лодка была заложена 17 октября 1942 года на верфи Бремен-Вулкан под строительным номером 56, спущена на воду 30 июня 1943 года. Лодка вошла в строй 4 августа 1943 года под командованием оберлейтенанта Ганса Кирле.

### Командиры
- 4 августа 1943 года — 30 сентября 1943 года оберлейтенант цур зее Ганс Кирле
- 1 октября 1943 года — 16 июля 1944 года оберлейтенант цур зее Фридрих Стиге
- 17 июля 1944 года — 8 мая 1945 года оберлейтенант цур зее Герман Ноймейстер

### Флотилии
- 4 августа 1943 года — 31 августа 1943 года — 21-я флотилия (учебная)
- 1 сентября 1943 года — 1 июля 1944 года — 23-я флотилия (экспериментальная)
- 1 июля 1944 года — 28 февраля 1945 года — 21-я флотилия (учебная)
- 1 марта 1945 года — 8 мая 1945 года — 31-я флотилия (учебная)

### История службы
Лодка не совершала боевых походов, использовалась в качестве учебной. Переведена из Вильгельмсхафена в Лох-Риэн, Шотландия 24 июня 1945 года. Потоплена в ходе операции «Дэдлайт» 20 декабря 1945 года в районе с координатами 55°50′ с. ш. 09°08′ з. д..